# Laudec
Pour les articles homonymes, voir de Luca.
Laudec, né Antonio de Luca le 4 juin 1947 à Spezzano en Calabre, est un auteur de bande dessinée belge d'origine italienne. Il est surtout connu pour sa série de bande dessinée jeunesse humoristique Cédric, écrite par Raoul Cauvin et publiée depuis 1986.

## Biographie
Antonio de Luca naît le 4 juin 1947 à Spezzano en Calabre,. Il a trois ans lorsque ses parents émigrent en Belgique et s'installent à Liège.
Il grandit à Liège, tandis que son père travaille comme mineur dans les villages environnants. Il étudie l'électromécanique où il obtient le diplôme en électronique et automatismes. Il travaille d'abord dans une entreprise de chauffage puis comme dessinateur industriel aux ACEC Charleroi dès l'âge de 22 ans, tout en tentant de se bâtir une carrière de dessinateur de bande dessinée. Il publie ses premiers récits, comme Les Cornichons , dans des fanzines locaux comme À Propos, Bhof, et Outfi ! en 1976 et 1977.
Mittéï ayant remarqué son travail, à l'occasion d'un concours de bande dessinée qu'il remporte, lui propose de travailler sur un projet de bande dessinée qui aboutit à la série Les Contes de Curé-la-Flûte, publiée dans le magazine Spirou à partir de 1979. Après de courts récits sur la vie quotidienne d'une petite ville, la série connaît dans deux longs récits à suivre, tous deux se déroulant pendant la Seconde Guerre mondiale : L'An 40 en 1983 et Marché noir et bottes à clous en 1985. La même année, Laudec assiste également François Walthéry sur les décors de quelques histoires de Natacha et Tchantchès sur le personnage folklorique emblématique de la ville de Liège Tchantchès.

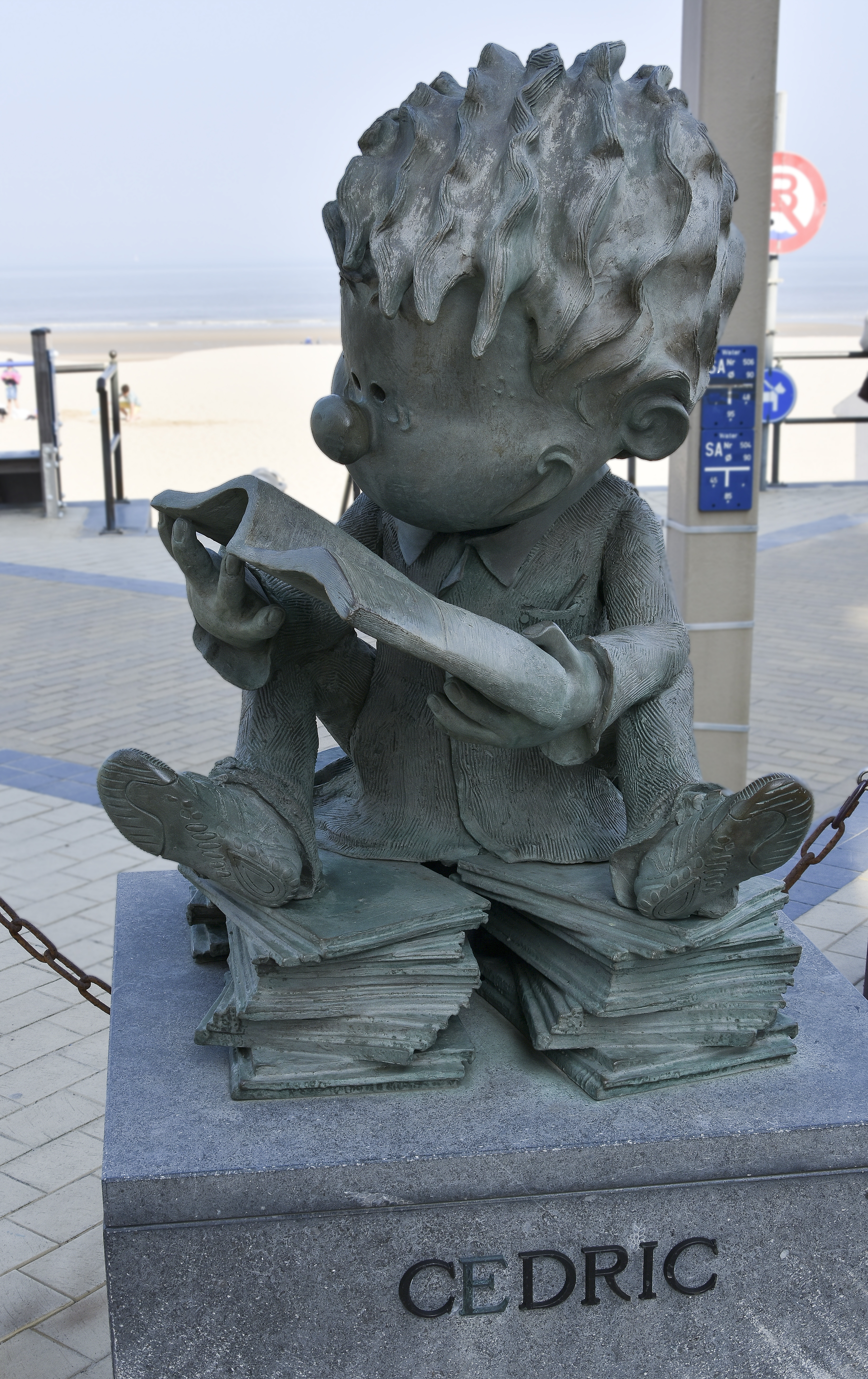
Statue de Cédric à Middelkerke.

En 1986, il s'associe à Raoul Cauvin pour créer Cédric pour le même hebdomadaire, une bande dessinée humoristique sur un petit garçon, sa famille et ses camarades de classe publiée par les éditions Dupuis. La popularité de la bande dessinée conduit à une série télévisée d'animation Cédric dans les années 1990. Par ailleurs, le même duo réalise également Taxi-Girl, une série de gags sur une conductrice de taxi parisienne, publiée dans Spirou de 1992 à 1998. Pour cette bande dessinée, Laudec adopte un style de dessin semi-réaliste, pour lequel il est assisté de Michel Chantraine pour les décors. En 2008, une statue de Cédric, conçue par Josyanne Vanhoutte, est érigée sur la route de la bande dessinée à Middelkerke.
À partir du 22e album de la série Cédric, il dessine sur écran tactile.
En 1987-1988, la maison d'édition Brain Factory International publie une série de quatre volumes de bandes dessinées dans laquelle des auteurs de bande dessinée franco-belges adaptent en bande dessinée plusieurs chansons du chanteur Jacques Brel. Le deuxième volume, Les Prénoms (1987), présente une contribution de Laudec. Il réalise les décors en compagnie de Francis de l'album Tchantchès pour François Walthéry, scénarisé par Michel Dusart et Jean Jour publié aux éditions Khani en 1988. Il contribue également à Les Enquêtes de leurs amis (Soleil, 1989), un album collectif hommage au héros détective Gil Jourdan de Maurice Tillieux. En 1990, il rend un hommage graphique à François Walthéry dans le livre d'hommage collectif Natacha - Spécial 20e anniversaire - Nostalgia (Marsu Productions, 1990), qui célèbre les 20 ans de la série Natacha de Walthéry. Il contribue également à l'album collectif Spirou défenseur des droits de l'homme en 2019.

## Œuvre

### Publications

#### L'An 40
- 1. L'An 40, Dupuis, coll. « Les Meilleurs Récits du journal de Spirou », Marcinelle, 2e trimestre 1985
Scénario : Mittéï - Dessin : Laudec - Couleurs : quadrichromie -  (ISBN 2-8001-1091-0),réédition 1990 : L'An 40 (Curé-la-Flûte), Soleil Productions.
- 2. Marché noir et bottes à clous, MC Productions, Toulon, octobre 1988
Scénario : Mittéï - Dessin : Laudec - Couleurs : Vittorio Leonardo -  (ISBN 2-87764-005-1)

#### Cédric

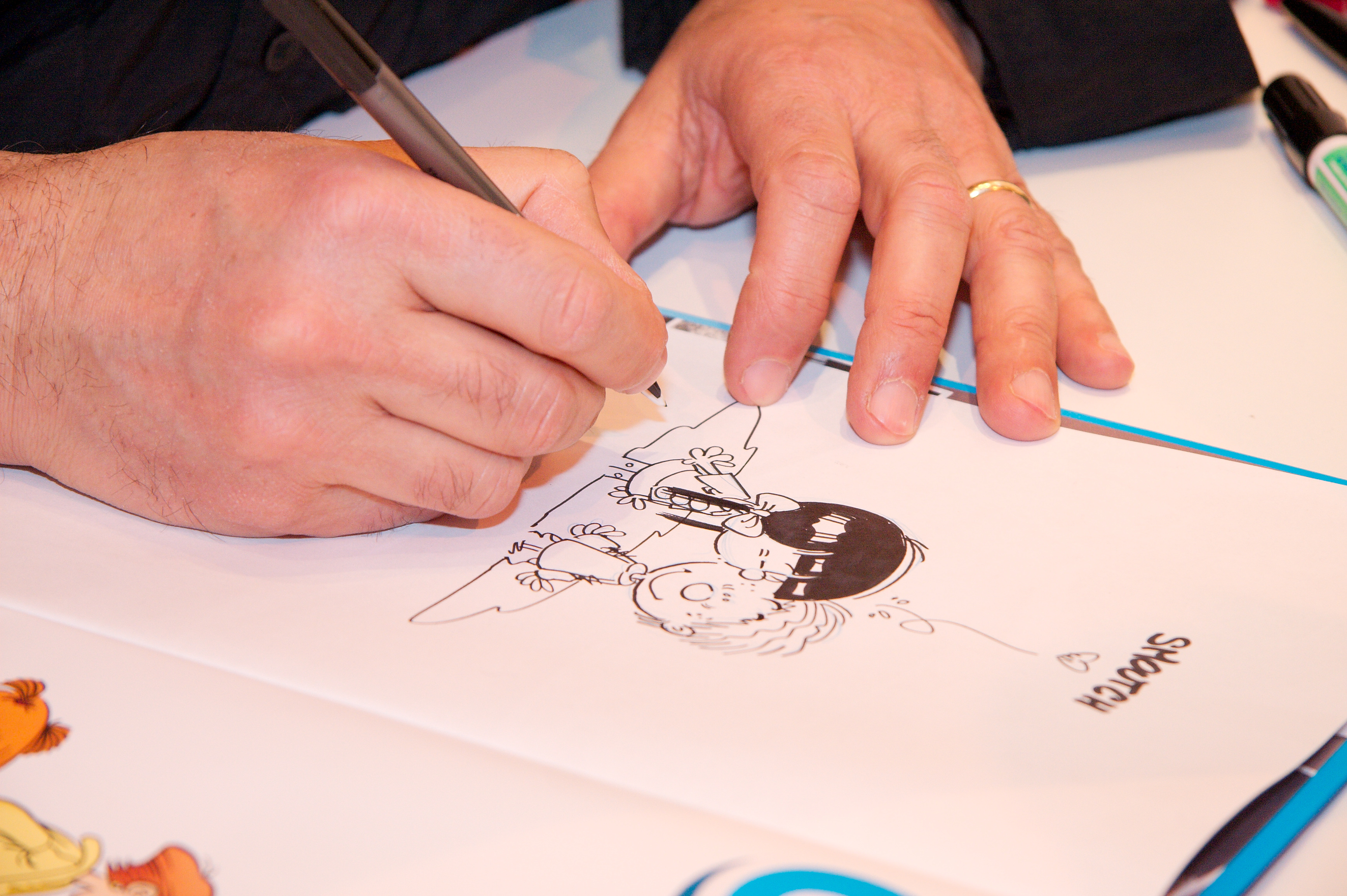
Laudec dessine Cédric et Chen

- 1. Premières Classes, Dupuis, Marcinelle, février 1989
Scénario : Raoul Cauvin - Dessin : Laudec - Couleurs : Vittorio Leonardo -  (ISBN 2-8001-1636-6)
- 2. Classes de neige, Dupuis, Marcinelle, août 1989
Scénario : Raoul Cauvin - Dessin : Laudec - Couleurs : Vittorio Léonardo -  (ISBN 2-8001-1673-0)
- 3. Classe tous risques, Dupuis, Marcinelle, mai 1990
Scénario : Raoul Cauvin - Dessin : Laudec - Couleurs : Vittorio Léonardo -  (ISBN 2-8001-1739-7)
- 4. Papa a de la classe[11], Dupuis, Marcinelle, mars 1991
Scénario : Raoul Cauvin - Dessin : Laudec - Couleurs : Vittorio Léonardo -  (ISBN 2-8001-1816-4)
- 5. Quelle mouche le pique ?, Dupuis, Marcinelle, février 1992
Scénario : Raoul Cauvin - Dessin : Laudec - Couleurs : Vittorio Léonardo -  (ISBN 2-8001-1905-5)
- 6. Chaud et froid, Dupuis, Marcinelle, janvier 1993
Scénario : Raoul Cauvin - Dessin : Laudec - Couleurs : Vittorio Léonardo -  (ISBN 2-8001-1990-X)
- 7. Pépé se mouille, Dupuis, Marcinelle, mars 1994
Scénario : Raoul Cauvin - Dessin : Laudec - Couleurs : Vittorio Léonardo -  (ISBN 2-8001-2092-4)
- 8. Comme sur des roulettes, Dupuis, Marcinelle, novembre 1994
Scénario : Raoul Cauvin - Dessin : Laudec - Couleurs : Vittorio Léonardo -  (ISBN 2-8001-2171-8)
- 9. Parasite sur canapé, Dupuis, Marcinelle, octobre 1995
Scénario : Raoul Cauvin - Dessin : Laudec - Couleurs : Vittorio Léonardo -  (ISBN 2-8001-2228-5)
- 10. Gâteau-surprise, Dupuis, Marcinelle, novembre 1996
Scénario : Raoul Cauvin - Dessin : Laudec - Couleurs : Vittorio Léonardo -  (ISBN 2-8001-2338-9)
- 11. Cygne d'étang[12], Dupuis, Marcinelle, août 1997
Scénario : Raoul Cauvin - Dessin : Laudec - Couleurs : Vittorio Léonardo -  (ISBN 2-8001-2455-5)
- 12. Terrain minets, Dupuis, Marcinelle, août 1998
Scénario : Raoul Cauvin - Dessin : Laudec - Couleurs : Vittorio Léonardo -  (ISBN 2-8001-2596-9)
- 13. Papa, je veux un cheval !, Dupuis, Marcinelle, août 1999
Scénario : Raoul Cauvin - Dessin : Laudec - Couleurs : Vittorio Léonardo -  (ISBN 2-8001-2777-5)
- 14. Au pied, j'ai dit !, Dupuis, Marcinelle, juillet 2000
Scénario : Raoul Cauvin - Dessin : Laudec - Couleurs : Vittorio Léonardo -  (ISBN 2-8001-2949-2)
- 15. Avis de tempête, Dupuis, Marcinelle, juillet 2001
Scénario : Raoul Cauvin - Dessin : Laudec - Couleurs : Vittorio Léonardo -  (ISBN 2-8001-3102-0)
- 16. Où sont les freins ?, Dupuis, Marcinelle, avril 2002
Scénario : Raoul Cauvin - Dessin : Laudec - Couleurs : Vittorio Léonardo -  (ISBN 2-8001-3247-7)
- 17. Qui a éteint la lumière ?, Dupuis, Marcinelle, novembre 2002
Scénario : Raoul Cauvin - Dessin : Laudec - Couleurs : Vittorio Léonardo -  (ISBN 2-8001-3262-0)
- 18. Enfin seuls !, Dupuis, Marcinelle, novembre 2003
Scénario : Raoul Cauvin - Dessin : Laudec - Couleurs : Vittorio Léonardo -  (ISBN 2-8001-3353-8)
- 19. On se calme[13] !, Dupuis, Marcinelle, novembre 2004
Scénario : Raoul Cauvin - Dessin : Laudec - Couleurs : Vittorio Léonardo -  (ISBN 2-8001-3516-6)
- 20. J'ai fini !, Dupuis, Marcinelle, novembre 2005
Scénario : Raoul Cauvin - Dessin : Laudec - Couleurs : Vittorio Léonardo -  (ISBN 2-8001-3697-9)
- 21. On rêvasse ?, Dupuis, Marcinelle, novembre 2006
Scénario : Raoul Cauvin - Dessin : Laudec - Couleurs : Vittorio Léonardo -  (ISBN 2-8001-3860-2)
- 22. Elle est moche !, Dupuis, Marcinelle, mars 2008
Scénario : Raoul Cauvin - Dessin : Laudec - Couleurs : Vittorio Léonardo -  (ISBN 978-2-8001-4018-6)
- 23. Je veux l'épouser !, Dupuis, Marcinelle, 13 mars 2009
Scénario : Raoul Cauvin - Dessin : Laudec - Couleurs : Vittorio Léonardo -  (ISBN 978-2-8001-4377-4)
- 24. J'ai gagné[14] !, Dupuis, Marcinelle, mars 2010
Scénario : Raoul Cauvin - Dessin : Laudec - Couleurs : Vittorio Léonardo -  (ISBN 978-2-8001-4646-1)
- 25. Qu'est-ce qu'il a ?, Dupuis, Marcinelle, 4 mars 2011
Scénario : Raoul Cauvin - Dessin : Laudec - Couleurs : Vittorio Léonardo -  (ISBN 978-2-8001-4852-6)
- 26. Graine de star, Dupuis, Marcinelle, 16 mars 2012
Scénario : Raoul Cauvin - Dessin : Laudec - Couleurs : Vittorio Léonardo -  (ISBN 978-2-8001-5194-6)
- 27. C'est quand qu'on part ?, Dupuis, Marcinelle, 22 mars 2013
Scénario : Raoul Cauvin - Dessin : Laudec - Couleurs : Vittorio Léonardo -  (ISBN 978-2-8001-5609-5)
- 28. Faux départ !, Dupuis, Marcinelle, 21 mars 2014
Scénario : Raoul Cauvin - Dessin : Laudec - Couleurs : Vittorio Léonardo -  (ISBN 978-2-8001-5926-3)
- 29. Un look d'enfer !, Dupuis, Marcinelle, 3 avril 2015
Scénario : Raoul Cauvin - Dessin : Laudec - Couleurs : Vittorio Léonardo -  (ISBN 978-2-8001-6588-2)
- 30. Silence, je tourne !, Dupuis, Marcinelle, 1er avril 2016
Scénario : Raoul Cauvin - Dessin : Laudec - Couleurs : Vittorio Léonardo -  (ISBN 978-2-8001-6588-2)
- 31. Temps de chien[15],[16],[17] !, Dupuis, Marcinelle, 5 mai 2017
Scénario : Raoul Cauvin - Dessin : Laudec - Couleurs : Vittorio Léonardo -  (ISBN 978-2-8001-6962-0)
- 32. C'est pas du jeu !, Dupuis, Marcinelle, 1er novembre 2018
Scénario : Raoul Cauvin - Dessin : Laudec - Couleurs : Vittorio Léonardo -  (ISBN 978-2-8001-7397-9)
- 33. Sans les mains, Dupuis, Marcinelle, novembre 2019
Scénario : Raoul Cauvin - Dessin : Laudec - Couleurs : Vittorio Léonardo -  (ISBN 979-10-34737-02-4)
- 34. Couché, sale bête[18] !, Dupuis, Marcinelle, 20 novembre 2020
Scénario : Raoul Cauvin - Dessin : Laudec - Couleurs : Vittorio Léonardo -  (ISBN 979-10-34747-95-5)
- 35. Trop tôt pour toi, gamin[19] !, Dupuis, Marcinelle, 25 mars 2022
Scénario : Raoul Cauvin - Dessin : Laudec - Couleurs : Vittorio Léonardo -  (ISBN 979-10-34754-43-4)
- 36. Transport à risques[20],[21], Dupuis, Marcinelle, 1er mars 2024
Scénario : Raoul Cauvin Laudec - Dessin : Laudec - Couleurs : Vittorio Léonardo -  (ISBN 979-10-34762-95-8)
- HS. La BD dont tu es le héros[22] !, Dupuis, Marcinelle, 2008
Scénario : Raoul Cauvin - Dessin : Laudec - Couleurs : Vittorio Leonardo

#### Taxi girl
- 1. Vous êtes libre ?, Dupuis, Marcinelle, septembre 1994
Scénario : Raoul Cauvin - Dessin : Laudec - Couleurs : quadrichromie -  (ISBN 2800121165),Décors de Michel Chantraine.
- 2. Vous aimez les bêtes ?, Dupuis, Marcinelle, avril 1996
Scénario : Raoul Cauvin - Dessin : Laudec - Couleurs : quadrichromie -  (ISBN 2800121971),Décors de Michel Chantraine.

### Para-BD
À l'occasion, Laudec réalise des affiches, ex-libris, posters, cartes ou cartons, autocollants, puzzles et autres : le merchandising autour de Cédric étant important.

### Illustrations livres jeunesse
C'est en 2002 que Cédric y fait sa première apparition dans un livre relié sans images. Ils comptent aujourd'hui vingt-trois titres dans la Bibliothèque rose.
1. Moi, j'aime l'école (2002)
2. Mon papa est astronaute (2002)
3. La Fête de l'école (2002)
4. Roulez jeunesse ! (2002)
5. La Photo (2002)
6. J'aime pas les vacances (2003)
7. Maladie d'amour[29] (2003)  (ISBN 2-01-200826-7)
8. Tout est dans la tête (2003)
9. Des rollers à tout prix (2004)
10. Votez pour moi ! (2004)
11. Nos amies les bêtes (2004)
12. Pépé boude (2004)
13. Dîner-surprise (2005)  (ISBN 2012010075)
14. Amour et trottinette (2005)  (ISBN 2012010326)
15. Le Grand Plongeon (2005)  (ISBN 2012010377)
16. Copains, copines (2005)  (ISBN 9782012010390)
17. Sacrés tempéraments ! (2006)  (ISBN 9782012011564)
18. Marché conclu (2006)  (ISBN 2012011705)
19. Quel casse tête, l'amour ! (2007)  (ISBN 9782012011717)
20. La Grande Course (2007)  (ISBN 9782012011724)
21. Je ne suis pas une fille (2009)  (ISBN 9782012018099)
22. La Guerre des portables (2009)  (ISBN 9782012018471)
23. Des vacances de rêve (2010)  (ISBN 9782012019447).

## Prix et récompenses
- 1991 :  prix d'Honneur au Festival de bande dessinée de Middelkerke à Middelkerke pour Cédric[30] ;
- 2007 :  Crayon d'or au Festival BD de Middelkerke avec Raoul Cauvin pour Cédric[30].

#### Livres
: document utilisé comme source pour la rédaction de cet article.
- Jacques Fiérain, « Laudec », dans La BD dans les provinces de Liège, Namur et Luxembourg, Charleroi, Éd. l'Âge d'or, 2004, 112 p., ill. ; 31 cm (ISBN 9782960019698, OCLC 470388297, présentation en ligne), p. 63.
- Patrick Gaumer, « Laudec », dans Dictionnaire mondial de la BD, Paris, Larousse, 2010, 953 p., ill. ; 27 cm (ISBN 978-2-0358-4331-9 et 2-0358-4331-6, OCLC 920924930, présentation en ligne), p. 509.

#### Périodiques
- Gilles Ratier, « Profil », Hop !, Aurillac, AEMEGBD, no 58,‎ octobre 1993 (ISSN 0768-9357)
- Hugues Dayez, « Les aventures d'un journal : Pleins feux sur Laudec », Spirou, Dupuis, no 3969,‎ 7 mai 2014, p. 25 (ISSN 0771-8071)
- Hugues Dayez, « Les aventures d'un journal : La première grande aventure de Laudec », Spirou, Dupuis, no 4106,‎ 21 décembre 2016, p. 25 (ISSN 0771-8071)
- Paul Satis, « Bienvenue dans mon atelier : Laudec », Spirou, Dupuis, no 4282,‎ 6 mai 2020 (ISSN 0771-8071)
- Laudec (interviewé par Damien Perez), « Les R(évolutions) de Cédric », Spirou, Dupuis, no 4484,‎ 20 mars 2024, p. 4 (ISSN 0771-8071).

### Vidéographie
- [vidéo] « Cauvin et Laudec : "Cédric, c'est notre petit garçon à tous !!" 14/04/10 », sur YouTube
- [vidéo] « Laudec interview "Liège, terre de BD", festival international de la BD de Liège, 24e édition (2017) », sur YouTube